# Gerhard Storck
Gerhard Storck (* 1940 in Essen; † 30. Juni 2008 in Krefeld) war ein deutscher Kunsthistoriker und Museumsdirektor.

## Leben
Gerhard Storck wurde 1940 in Essen geboren. Er studierte in Berlin und Bonn Kunstgeschichte. Seine Promotion 1971 hatte die Theaterbauten des 20. Jahrhunderts zum Thema. Ab 1973 arbeitete Storck am Kunstmuseum Düsseldorf als Kurator für zeitgenössische Kunst. Er erwarb den sogenannten ZERO-Raum, womit er diesen Sammlungsbereich stärkte.
Von 1975 bis 1999 war Gerhard Storck Direktor der Kunstmuseen Krefeld. Er folgte auf Paul Wember und setzte dessen Arbeit fort. Vor allem durch Erwerbungen und Ausstellungen schärfte Storck das Profil der Sammlung im Bereich der avantgardistischen Kunst. Zu Beginn seiner Tätigkeit in Krefeld legte er einen Fokus auf die amerikanische Konzeptkunst und den Minimalismus der 1970er-Jahre mit Erwerbungen und Ausstellungen von Künstlern wie Bruce Nauman, Richard Serra und Keith Sonnier. Im Haus Lange zeigte er 1975 Claes Oldenburg. Daneben hielt er Kontakte zu Künstlern in Düsseldorf und Köln. 1977 präsentierte Storck eine Ausstellung von Blinky Palermo, zu dessen Stoffbildern er zudem das Werkverzeichnis vorlegte. Diese Ausstellung gilt als der internationale Durchbruch von Palermo. 1978 folgte die von Storck eingerichtete  Ausstellung  [Selbst] von Abraham David Christian im Haus Lange. 1981 richtete er im selben Museum die Ausstellung Kounellis – Merz – Nauman – Serra – Arbeiten um 1968 aus.
Bereits 1976 stellte Gerhard Storck Werke von Gerhard Richter im Kaiser-Wilhelm-Museum aus. Diese Werkschau markierte den Beginn einer langjährigen Zusammenarbeit mit dem Künstler. 1989 präsentierte Storck im Haus Esters die erste Ausstellung von Richters Zyklus 18. Oktober 1977. Weiterhin hatte Storck enge Verbindungen zu Joseph Beuys. Er erwarb 1976 frühe Zeichnungen des Künstlers und sein Werk Fond IV/4 für das Kaiser-Wilhelm-Museum. 1977 und 1984 unterstützte er die Installation der beiden Beuys-Räume im selben Museum. Gerhard Storck legte in den 1980er- und 1990er-Jahren den Schwerpunkt der Ausstellungen auf die Düsseldorfer Kunstszene mit Künstlern wie Reinhard Mucha und Thomas Schütte. Auch wurden Arbeiten der Fotografen Thomas Struth, Andreas Gursky und Thomas Ruff von Storck in den Sammlungsräumen des Kaiser-Wilhelm-Museums präsentiert.
Storck unterstützte das Sammlerehepaar Walther und Helga Lauffs beim Aufbau ihrer Sammlung, die lange Zeit als Leihgabe im Krefelder Kaiser-Wilhelm-Museum zu sehen war, bevor sie auf den Kunstmarkt gelangte. 1982 gehörte Gerhard Storck zum künstlerischen Beirat der Documenta 7 in Kassel. Sein Tätigkeitsschwerpunkt lag aber fast ausschließlich auf den Museen in Krefeld.